# Anthony Blunt
Anthony Blunt (Bournemouth, 26 settembre 1907 – Londra, 26 marzo 1983) è stato uno storico dell'arte e agente segreto britannico al servizio dell'Unione Sovietica durante il periodo della guerra fredda.

## Biografia
Di ottima famiglia, la sua formazione avvenne nelle prestigiose istituzioni del Marlborough College e dell'Università di Cambridge. Qui negli anni trenta conobbe Kim Philby, Guy Burgess, John Cairncross e Donald Duart Maclean, che formeranno, con lui, il "gruppo dei cinque", una cellula di spionaggio a servizio dell'URSS. Blunt, di simpatie marxiste, fu reclutato intorno al 1934. Dopo la guerra diventò conservatore delle collezioni reali e si affermò come uno dei più eminenti storici dell'arte europei. Insegnò all'Università di Londra e all'Università di Oxford.
Smascherato nel 1963 a seguito delle rivelazioni di Michael Straight, un'altra spia, precedentemente reclutata da lui stesso, Blunt ammise segretamente l'anno successivo il suo coinvolgimento nell'attività spionistica a favore dei sovietici, al fine di ottenere l'immunità giudiziaria. La sua ammissione fu resa pubblica solo nel 1979, da parte dell'allora primo ministro britannico Margaret Thatcher. Ciò gli costò la privazione di ogni titolo onorifico. Fino al 1972 aveva potuto continuare indisturbato la sua attività di conservatore delle collezioni reali. Nei suoi studi si occupò principalmente dell'arte e dell'architettura rinascimentale e barocca, in Francia e in Italia, con studi spesso pionieristici. Fu il massimo esperto dell'opera di Nicolas Poussin, di cui possedeva anche una collezione di dipinti.
Nel libro The Traitor of Arnhem di Robert Verkaik, presentato in anteprima dal Sunday Times il 27 aprile 2024, si sostiene che Blunt sia stato anche una spia a favore dei nazisti. Il suo nome di copertura sarebbe stato "Josephine". Le informazioni fornite da Blunt sarebbero state essenziali per fare fallire l'Operazione Market Garden degli alleati, nel settembre del 1944. Lo scopo dell'Unione Sovietica, e quindi di Blunt, sarebbe stato quello di impedire alle forze alleate di arrivare a Berlino prima dei russi.

## Opere principali
- Artistic Theory in Italy 1450-1600, 1940 (Le teorie artistiche in Italia: dal Rinascimento al Manierismo, trad. di Livia Moscone Bargilli, Einaudi, Torino, 1966)
- François Mansart and the Origins of French Classical Architecture, 1941
- Art and Architecture in France, 1500-1700, 1953
- Philibert de l'Orme, 1958 (Philibert de l'Orme, edizione italiana a cura di Manuela Morresi, trad. di M. Morresi, Electa, Milano, 1997)
- Nicolas Poussin. A Critical Catalogue, 1966
- Nicolas Poussin, 1967
- Sicilian Baroque, 1968 (Barocco siciliano, Il Polifilo, Milano, 1968)
- Picasso's Guernica, Oxford University Press, 1969
- Neapolitan Baroque and Rococo Architecture, 1975 (Architettura barocca e rococò a Napoli, edizione italiana a cura di Fulvio Lenzo, Electa, Milano 2006)
- Baroque and Rococo Architecture and Decoration, 1978
- Borromini, 1979 (Vita e opere di Borromini, Laterza, Roma-Bari, 1983)
- L'occhio e la storia. Scritti di critica d'arte (1936–1938), a cura di Antonello Negri, Campanotto, Udine, 1999
- Roman Baroque, 2000 (Alla scoperta di Roma barocca, Newton & Compton, Roma, 2004).